# Lokalni izvanzemaljac
Lokalni izvanzemaljac (eng. Resident Alien) je američka televizijska serija temeljena na istoimenom stripu Petera Hogana i Steve Parkhousea, koja se prikazuje od 27. siječnja 2021. U Hrvatskoj serija se prikazje na Star Channelu od 8. travnja 2021.
U lipnju 2024. serija je obnovljena za četvrtu sezonu koja se seli s prikazivanjem na kanal USA Network.

## Radnja
Nakon slijetanja na Zemlju, izvanzemaljac preuzima identitet Harryja, liječnika iz malog grada u Coloradu. Došavši s tajnom misijom uništavanja čovječanstva, Harry počinje živjeti jednostavnim životom, ali stvari se zakompliciraju kada je prisiljen riješiti lokalno ubojstvo i shvati da se mora asimilirati u svoj novi svijet. Dok to čini, počinje se boriti s moralnom dilemom svoje misije i počinje si postavljati pitanja o ponašanju ljudskih bića.

## Pregled serije
U Hrvatskoj serija se prikazje na Star Channelu od 8. travnja 2021.
| Sezona | Sezona | Epizoda | Epizoda            | Prikazivanje u SAD-u | Prikazivanje u SAD-u | Hrvatsko prikazivanje | Hrvatsko prikazivanje |
| Sezona | Sezona | Epizoda | Epizoda            | Premijera            | Finale               | Premijera             | Finale                |
| ------ | ------ | ------- | ------------------ | -------------------- | -------------------- | --------------------- | --------------------- |
|        | 1.     | 10      | 10                 | 27. siječnja 2021.   | 31. ožujka 2021.     | 8. travnja 2021.      | 27. svibnja 2021.     |
|        | 2.     | 16      | 8                  | 26. siječnja 2022.   | 16. ožujka 2022.     | 5. rujna 2022.        | 19. prosinca 2022.    |
| 8      | 2.     | 16      | 10. kolovoza 2022. | 28. rujna 2022.      |                      | 5. rujna 2022.        | 19. prosinca 2022.    |
|        | 3.     | 8       | 8                  | 14. veljače 2024.    | 3. travnja 2024.     | 1. kolovoza 2024.     | 19. rujna 2024.       |

## Glumačka postava

### Glavni
- Alan Tudyk kao Kapetan Hah Re / Dr. Harry Vanderspeigle
- Sara Tomko kao Asta Twelvetrees, pomoćnica gradskog liječnika
- Corey Reynolds kao Mike Thompson, šerif grada, koji bi želio da ga zovu "Big Black"
- Alice Wetterlund kao D'arcy Morin, vlasnica gradskog bara
- Levi Fiehler kao Ben Hawthorne, mladi gradonačelnik grada
- Judah Prehn kao Max, gradonačelnikov sin
- Elizabeth Bowen kao Olivia "Liv" Baker, jedina zamjenica šerifa grada.

## Produkcija
Syfy je 31. svibnja 2018. objavio da je naručio pilot epizodu za televizijsku adaptaciju stripa Resident Aliena, s Chrisom Sheridanom kao kreatorom i producentskim kućama Universal Cable Productions, Dark Horse Entertainment i Amblin Television. Početak produkcije započela je 28. veljače 2019. u Vancouveru, a David Dobkin režirao je pilot epizodu i postao izvršni producent serije.

## Vanjske poveznice
- Službena stranica na syfy.com
- Službena stranica na starchannel-hr.com
- Resident Alien u internetskoj bazi filmova IMDb-a